# بلا امبرگ
بلا امبرگ (انگلیسی: Bella Emberg؛ ‏ ۱۶ سپتامبر ۱۹۳۷ – ۱۲ ژانویهٔ ۲۰۱۸) بازیگر اهل بریتانیا بود.
از فیلم‌ها یا مجموعه‌های تلویزیونی که وی در آن‌ها نقش داشته‌است، می‌توان به بنی هیل شو و تاریخ جهان، قسمت ۱ اشاره نمود.